# Hjärtmask
Hjärtmask (Dirofilaria immitis) är en parasitisk mask som tillhör stammen nematoda (rundmaskar). Maskarna är smala, vita och kan bli upp till 30 centimeter långa. Huvudvärd för hjärtmask är hund men även andra arter, exempelvis katt, iller och (i mycket sällsynta fall) människa, kan infekteras. Hjärtmask kan orsaka den allvarliga sjukdomen kardiopulmonell dirofilarios, allmänt kallad hjärtmask. Namnet hjärtmask indikerar att parasiten angriper hjärtat, vilket är missvisande då den främst infekterar lungorna. Sjukdomen är mycket svårbehandlad och då den drabbar hundar leder den i många fall till döden, till följd av hjärtsvikt. Hjärtmask har en invecklad livscykel och sprids mellan slutvärdarna (oftast hundar) via bett från flera olika arter av stickmyggor, bland annat från släktena Culex, Aedes och Anopheles.

## Utbredning
Hjärtmask förekommer i stora delar av världen och har påträffats i samtliga världsdelar förutom Antarktis. Eftersom parasitens livscykel inkluderar en mellanvärd är utbredningen starkt beroende av förekomsten av stickmyggor. Hjärtmask är därför vanligare i myggrika områden, oftast varma, fuktiga klimat som är gynnsamma för myggornas reproduktion. 
En annan viktig faktor som begränsar hjärtmaskens utbredning är yttertemperaturen. Parasitens larvutveckling sker inuti mellanvärden och är därmed temperaturberoende. Ju lägre temperaturen är desto långsammare sker utvecklingen, och om temperaturen understiger 14°C kan larverna inte utvecklas till att bli infektiösa. Till följd av dessa två faktorer förekommer hjärtmasken främst i tempererade, tropiska och subtropiska klimat.

### Hjärtmask i Sverige
Hjärtmasken har under en längre tid varit vanligt förekommande i de södra delarna av Europa, främst i Spanien, Portugal, Italien och Frankrike. Däremot i Sverige, liksom i stora delar av Central- och Nordeuropa, har det kallare klimatet omöjliggjort larvernas utveckling och därmed förhindrat spridning av parasiten. Trots det rapporteras vid enstaka tillfällen fall av hjärtmask hos hund i Sverige, vilket beror på införda infektioner från utlandet.

### Framtida utbredning
Hjärtmasken har under de senare åren utökat sitt utbredningsområde från södra Europa upp mot central- och nordeuropa. Masken har en ökad förekomst i tidigare infekterade områden och påträffas också i områden som tidigare varit fria från parasiten.
Spridningen tros bero på flera samverkande faktorer. Bland annat har klimatförändringar till följd av den  globala uppvärmningen lett till att reservoarkompetenta myggarter har utökat sina utbredningsområden, vilket möjliggjort spridning av hjärtmask till nya områden. En genomsnittligt högre temperaturer har dessutom lett till att larverna kan utvecklas i områden som tidigare varit för kalla och att parasitens utveckling kan ske snabbare.
En annan faktor som gynnat hjärtmaskens spridning är att förflyttning av infekterade hundar (som fungerar som mikrofilarie-reservoarer) har ökat, både i samband med semestrar och med omplaceringar.

## Livscykel

Hjärtmaskens (Dirofilaria immitis) livscykel.

Hjärtmasken har en invecklad livscykel och genomgår flera stadier i olika värddjur. För att parasiten ska kunna spridas till en ny slutvärd (oftast en hund) krävs det att hjärtmasklarver förs över från en individ till en annan med hjälp av en mellanvärd, en mygga. Det är absolut nödvändigt för parasiten att passera genom mellanvärden för att kunna genomgå vissa av utvecklingsstadierna och bli infektiös för slutvärden.
När en mygga suger blod från ett infekterat värddjur (oftast en hund) följer även larver, så kallade mikrofilarier, med blodet och intas av myggan. Väl i myggan vandrar mikrofilarierna till de malpighiska kärlen (myggans motsvarighet till högre djurs njurar) där de påbörjar sin utveckling till adulter. Under ca 10–14 dagar utvecklas mikrofilarierna i de malpighiska kärlen och genomgår tre icke-infektiösa larvstadier (L1, L2 och L3). Då larverna nått det tredje stadiet vandrar de slutligen till myggans huvud och mundelar, där de utvecklas till ett infektiöst L3-stadium. Mikrofilariers utveckling till det infektiösa L3-stadiet är temperaturberoende, ju lägre temperatur desto längre tid tar det, och utvecklingen avstannar helt då temperaturen understiger 14°C.
Då L3-larverna nått det infektiösa stadiet kan de spridas vidare till nya värddjur, vilket återigen sker genom överföring av larver vid myggans blodmål. I samband med att myggan suger blod från ett nytt värddjur frisätts L3-larver från myggans mundelar ut på värdens hud. Larverna kan sedan ta sig in i blodet genom det sår som bildats i samband med bettet.
Inom två veckor från det att larverna infekterat huvudvärden har de utvecklats till det fjärde larvstadiet (L4) och efter 50–70 dagar har de nått det femte, och sista, larvstadiet (L5). Under tiden som denna utveckling sker vandrar larverna via muskelvävnad i buken till artärerna i lungorna. De första larverna når fram efter ca 70 dagar, och efter 90–120 dagar har samtliga larver vandrat hela vägen. Vid höggradig infektion sprids även maskar vidare till hjärtats högra kammare. Väl i lungor och hjärta tillväxer larverna snabbt, honorna tillväxer till nästan tio gånger sin storlek, och kan bli upp till 30 cm långa. Efter cirka 120 dagar från infektionstillfället blir såväl honor som hanar könsmogna. Hjärtmaskarna kan då para sig och ge upphov till nya mikrofilarier som honorna frisätter ut i blodet på den nya värden. Mikrofilarier är mycket små (295–325 µm långa) vilket gör att de kan cirkulera i blodomloppet, i vilket de kan överleva i upp till två år. Mikrofilarierna kan inte utvecklas vidare förrän de befinner sig i en mygga, och cirkulerar därför med blodet till dess att de överförs till mellanvärden.
Utvecklingen från att infektiösa larver infekterar en ny huvudvärd till dess att de är sexuellt reproducerande adulter tar vanligen 7–9 månader, men kan ske på 6 månader. De adulta maskarna kan sedan stanna i lungornas artärer i upp till 7 år.

## Symtom
En hund som infekterats av hjärtmask uppvisar vanligen inga symtom innan maskarna blivit adulta, och ibland kan det ta flera månader, till och med år, innan de första symtomen uppträder. När symtom väl uppstått är sjukdomen oftast mycket svårbehandlad eftersom parasiterna redan orsakat skador på lungor och hjärta.
De tidiga symtomen brukar innefatta hosta och slöhet, framför allt i samband med ansträngning. Symtomen blir vanligen allt tydligare under sjukdomens förlopp och förvärras av ansträngning, varför det är viktigt att låta infekterade hundar vila. En infekterad hund brukar magra och senare uppstår symtom som svimningar och blodig hosta. I de flesta fall orsakar hjärtmasken en kronisk infektion, vilket även kan leda till anemi och njurskador.
Från det till synes relativt stabila tillståndet, med endast mildare symtom, kan tillståndet snabbt försämras, och allvarligare symtom som andnöd och chocktillstånd kan uppkomma. Dessa symtom uppkommer till följd av hjärtsvikt eller på grund av att maskar i lungor eller hjärta dör och orsakar inflammation. Överlevnaden efter att dessa symtom uppstår är kort och om sjukdomen inte botas leder den oftast till döden. I vissa fall vandrar maskarna till andra delar av kroppen, vilket kan orsaka symtom som inte är karaktäristiska för hjärtmask, exempelvis blindhet.

## Diagnostisering
För att diagnostisera hjärtmaskinfektion används flera olika tester för att undersöka förekomst av både mikrofilarier och adulta maskar. Tidigare användes blodprov och morfologisk bestämning av mikrofilarier för att fastställa förekomst i blodet. På grund av att inte alla infekterade hundar har mikrofilarier i blodet, upp till 20-30% saknar dem, är risken för feldiagnostisering relativt stor med detta test. Därför använder man nu för tiden oftast immunokromatografi och  ELISA-teknik istället, vilket anses vara mer tillförlitligt. Nackdelen med detta test är att det endast detekterar antigen från hjärtmaskhonor och därför inte kan ge tillförlitliga resultat innan parasiterna utvecklats till adulter, och i de sällsynta fall då endast hanar förekommer.
För att vidare fastställa hur allvarlig infektionen är och kunna skapa en prognos, används röntgenundersökning av bröstet. Hos hundar som är infekterade ses typiskt förstoring av lungartärer, högra delen av hjärtat och inflammationer i lungvävnaden.

## Behandling
Hundhjärtmask är en mycket svårbehandlad sjukdom men det finns ett antal olika behandlingsmetoder. För att en hund ska kunna genomgå behandling krävs det att den är i tillräckligt stabilt tillstånd och att en utförlig undersökning av hunden (främst hjärta, lever och njurar) utförs för att fastställa riskerna vid behandling. Om hundens tillstånd anses vara stabilt och prognosen positiv, används oftast en arsenikbehandling för att döda de adulta maskarna. Vid lyckad behandling är det oundvikligt att hunden drabbas av tromboembolism till följd av de döda maskarna. För att minska följdsymtomen och risken för allvarligare komplikationer, är det oerhört viktigt att hunden inte utsätts för ansträngningar under pågående behandling och under flera veckor efter det att den avslutats. Utöver behandling mot de adulta maskarna måste även behandling mot mikrofilarier sättas in, vilket görs några veckor efter genomgången behandling av adulter.
Vid höggradig infektion, eller då parasiterna vandrat till hjärtat, är ett ytterligare behandlingsalternativ kirurgi. Vid ett kirurgiskt ingrepp avlägsnas så många maskar som möjligt, varpå hunden genomgår arsenikbehandling. Detta har visats minska risken för tromboembolism i lungorna, och kirurgi är därför en bra behandlingsmetod för hundar som löper stor risk att drabbas av detta.

## Förebyggande behandling
Förebyggande behandling av hjärtmask är enkelt, säkert och mycket effektivt. I länder där parasiten förekommer kan därför detta med fördel användas för att förhindra smitta.
Förebyggande behandling sker genom medicinering med antingen dietylkarbamasincitrat (DEC) eller makrocykliska laktoner. DEC kan orsaka symtom som diarré och kräkningar och kräver regelbunden medicinering, varvid missade doser kan leda till att den skyddande effekten avtar. På grund av detta används oftast makrocykliska laktoner.
Makrocykliska laktoner verkar genom att döda larver i tredje och fjärde larvstadierna (L3 och L4). Trots att behandlingen kallas förebyggande är det alltså inte riktigt fallet, medicinen omöjliggör inte hjärtmaskinfektion men förhindrar att larverna utvecklas till adulter och orsakar skada.

## Hjärtmask hos katt
Hjärtmask hos katt är relativt vanligt i områden där parasiten förekommer, men hos katt uppstår inte lika allvarliga symtom som hos hund. I vanliga fall överlever inte larverna i katter, varför infektion oftast maximalt består av sex maskar. De adulta maskarna överlever dessutom inte lika lång tid i katter, 2–4 år jämfört med 5–7 år i hundar och i många fall kan katterna tillfriskna utan behandling. Hos de flesta infekterade katterna förekommer inte mikrofilarier i blodet, varför risk för vidare spridning är lägre än via infekterade hundar.

### Symtom
Trots att adulta hjärtmaskar i lungartärerna hos en infekterad katt orsakar en lokal inflammation, uppträder inte märkbara symtom hos alla infekterade katter. I de fall då symtom uppträder, sker det vanligtvis under två faser av parasitens utveckling: då larverna anländer till lungartärerna och då de adulta maskarna dör.
Den första fasen inträffar cirka 3–4 månader efter infektionstillfället och orsakas av lokal inflammation i lungvävnad orsakad av larverna. I denna fas drabbas katten av det så kallade HARD-syndromet (Heartworm Associated Respiratory Disease), med karaktäristiska andningsproblem, exempelvis andnöd och ökad andningsfrekvens.
I den andra fasen, då en mask dör i lungan, orsakas en allvarligare inflammation. Till följd av en kraftig inflammatorisk respons kan detta leda till symtom som lungödem och andningssvikt, vilket leder till döden.
Andra karaktäristiska symtom för hjärtmask hos katt är hosta, kräkningar och diarré. Det är inte heller helt ovanligt att katten drabbas av okaraktäristiska symtom till följd av abberant migration av hjärtmasklarver, bland annat till hjärnan. Vid kronisk infektion drabbas katten ofta av en ihållande slöhet.

### Diagnostisering
Liksom hos hund, används ELISA-teknik för att fastställa om en katt är infekterad av hjärtmask. Olyckligtvis är detta test inte lika tillförlitligt för test av katter eftersom det inte kan detektera infektion förrän 7–8 månader efter infektionstillfället och endast detekterar adulta honor. HARD kan drabba katter trots att parasiterna aldrig hunnit utvecklas till adulter och ELISA-teknik skulle i de fallen inte kunnat detektera infektion. 
Som alternativ diagnostiseringsmetod finns ett antikroppstest som alltid kan detektera parasiten, oavsett i vilket utvecklingsstadium den befinner sig i. En nackdel med antikroppstestet är att även katter som blivit av med parasiten har kvar antikroppar i upp till tre månader efter tillfrisknande, och därför kommer testa positivt trots att de inte längre är infekterade. Dessutom kan antikroppstestet inte fastställa i vilket utvecklingsstadium parasiten befinner sig i. Liksom hos hund kan röntgen användas och infektion kännetecknas av förstorade lungartärer.

### Behandling och förebyggande behandling
Infektion av adulta maskar har tidigare, liksom hos hund, behandlats med arsenik. Behandlingen har dock i många fall orsakat tromboembolism i lungorna till följd av inflammatorisk respons triggad av de döda maskarna. Till följd av detta och att det saknas studier som påvisat att katterna gynnas av behandling, så rekommenderas inte behandling. Istället  rekommenderas  förebyggande behandling för att undvika infektion. I enstaka fall har maskar avlägsnats kirurgiskt, vilket utförts med stor framgång.

## Hjärtmask hos människa
Det är väldigt ovanligt att hjärtmask infekterar människor, och parasiten utgör därför inget direkt hot. Dessutom kan parasiten inte genomgå hela sin larvutveckling i människor, och kan därför inte bli adult. Till följd av detta orsakar parasiten inte lika allvarliga symtom hos människor som de man ser hos hundar. I de flesta fallen uppträder inga symtom alls men i enstaka fall kan människan drabbas av andningsproblem.
Eftersom parasiterna inte blir adulta i människor, kan de inte reproducera sig och frisätta mikrofilarier och därmed inte heller sprida vidare sjukdomen till andra individer. 
Vanligen överlever parasiten endast en kort period i en människas lungor. Då en larv dör i lungvävnad bildas en liten knöl, ett granulom, runt larven medan den bryts ned och absorberas. Sådana granolum kan upptäckas med hjälp av röntgen och kan blandas ihop med lungcancer. För att särskilja dessa sjukdomar kan därför biopsi vara nödvändigt.